# Südamerikanischer Ochsenfrosch
Der Südamerikanische Ochsenfrosch (Leptodactylus pentadactylus) ist ein 20–22 Zentimeter großer Vertreter aus der Familie der Pfeiffrösche.

## Aussehen
Diese Art hat eine dunkelbraune Rückenfärbung. An der Körperseite hat er viele hellbraune, kleine Punkte, die am Bauch ins komplette Hellbraun übergehen. Die kräftigen Beine sind außen dunkelbraun und auf der Unterseite hellbraun. Die Zehen an den vorderen Extremitäten sind kürzer als an den Hinterbeinen. Der lange spitze, schwarze Stachel an dem Daumen der Männchen dient zum Einschüchtern und Vertreiben von Rivalen. Die Augen sind sehr groß und das Trommelfell ist deutlich sichtbar.

## Verbreitung

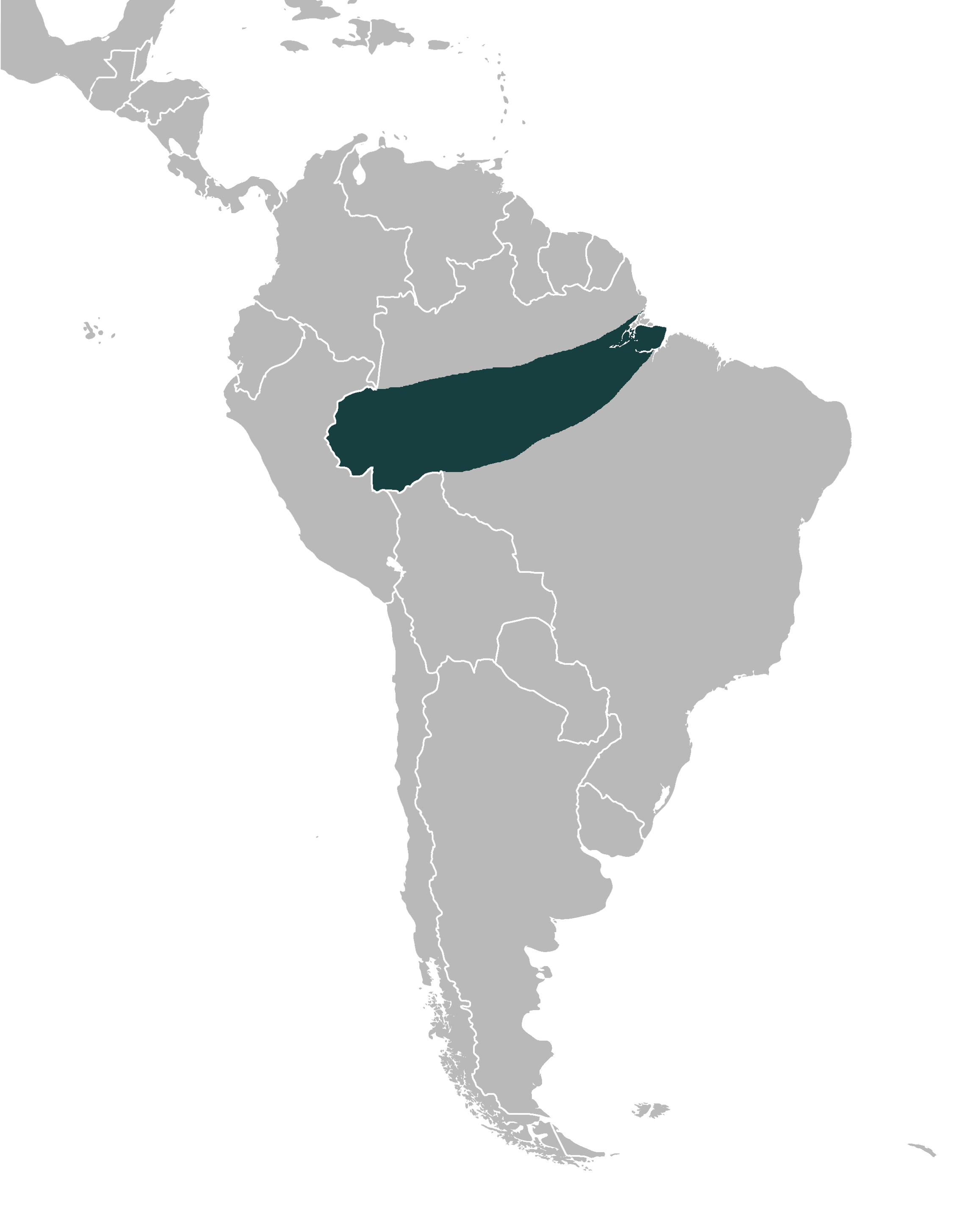
Verbreitungskarte des Südamerikanischen Ochsenfroschs

Der Südamerikanische Ochsenfrosch kommt in den tropischen Gebieten des nördlichen Südamerikas vor. Er bewohnt dort die offenen Wasserflächen und Sumpfgebiete.

## Lebensweise
Er ernährt sich meist von Insekten, Würmern und Spinnentieren. Größere Exemplare erbeuten auch kleine Wirbeltiere. Er gibt laute an ein Pfeifen erinnernde Töne von sich. Wenn er bedroht wird, stößt er laute Schreie von sich, um Fressfeinde zu verschrecken. Der Südamerikanischer Ochsenfrosch ist nachtaktiv. In der Trockenzeit verzieht er sich ins Totholz oder in den Untergrund.

## Fortpflanzung
Die Fortpflanzung findet in der Regenzeit statt. Dazu legt das Weibchen die Eier in ein Schaumnest, das im oder am Wasser vom Männchen mit Hilfe seiner kräftigen Hinterbeine angelegt wird.

## Nutzung
Diese Art wird auch von Menschen in ihrem natürlichen Lebensraum als Nahrung genutzt.

## Gefährdung und Schutzmaßnahmen
Da die Art noch relativ weit verbreitet ist und es keinerlei konkrete Gefährdungen bekannt sind und auch in Schutzgebieten wird sie von der IUCN als (Least Concern) ungefährdet eingestuft.

## Fossilbelege
In Südamerika sind Fossilien der Gattung (Leptodactylus) aus dem Paläozän bekannt.